# Tigisi in Mauretania
Tigisi in Mauretania (łac. Tigistanus in Mauretania) – stolica starożytnej diecezji w prowincji rzymskiej Mauretanii Caesariensis. Współcześnie w Algierii, obecnie katolickie biskupstwo tytularne. Od 11 lutego 2006 na stolicy tytularnej Tigisi w Mauretanii zasiada biskup pomocniczy łomżyński Tadeusz Bronakowski.

## Biskupi
| Lp. | Biskup                           | Funkcja                                                                  | Od              | Do                   |
| --- | -------------------------------- | ------------------------------------------------------------------------ | --------------- | -------------------- |
| 1   | Vicente Rodrigo Cisneros Durán   | biskup pomocniczy diecezji Guayaquil (Ekwador)                           | 1 grudnia 1967  | 4 lipca 1969         |
| 2   | Herbé Seijas                     | biskup pomocniczy San José de Mayo (Urugwaj)                             | 2 lipca 1975    | 15 października 1975 |
| 3   | Alejandro Mestre Descals SJ      | biskup pomocniczy Sucre (Boliwia) arcybiskup koadiutor La Paz, (Boliwia) | 6 marca 1976    | 26 czerwca 1988      |
| 4   | Martino Canessa                  | biskup pomocniczy Genui (Włochy)                                         | 20 czerwca 1989 | 2 lutego 1996        |
| 5   | Thomas Koorilos Chakkalapadickal | biskup pomocniczy Tiruvalla, (Indie) (obrządku syromalankarskiego)       | 9 maja 1997     | 15 stycznia 2003     |
| 6   | Tadeusz Bronakowski              | biskup pomocniczy łomżyński                                              | 11 lutego 2006  |                      |